# Най-лошата личност на света
„Най-лошата личност на света“ (на норвежки: Verdens verste menneske) е филм от 2021 година, романтична трагикомедия на режисьора Йоахим Триер по негов сценарий в съавторство с Ескил Вогт.
Сюжетът проследява няколко месеца от живота на млада жена в съвременен Осло, която се лута между избора на различни професии и любовни връзки, прави неуспешни опити да се сближи с изоставилия я в детството ѝ баща, преживява нежелана бременност и фаталното заболяване на бивш любовник. Главните роли се изпълняват от Ренате Реинсве, Андерс Даниелсен Ли, Херберт Нордъм.
„Най-лошата личност на света“ е третата част на трилогията на Йоахим Триер за град Осло, включваща още филмите „Повторение“ (Reprise, 2006) и „Осло, 31 август“ (Oslo, 31. august, 2011). Филмът е номиниран за награди „Оскар“ за международен филм и за оригинален сценарий, за „Златна палма“ и за награди на БАФТА за неанглоезичен филм и водеща актриса.